# Snorki
Snorki (biał. Сноркі; ros. Снорки) – wieś na Białorusi, w obwodzie witebskim, w rejonie głębockim, w sielsowiecie Podświle.
Dawniej używana nazwa – Snarki.

## Historia
W czasach zaborów wieś w gminie Plissa, w powiecie dzisieńskim, w guberni wileńskiej Imperium Rosyjskiego. Pod koniec XIX wieku należała do dóbr skarbowych Pieredoły.
W latach 1921–1945 wieś Snorki I, Snorki II i zaścianek Snorki leżały w Polsce, w województwie wileńskim, w powiecie dziśnieńskim w gminie Plisa.
Według Powszechnego Spisu Ludności z 1921 roku zamieszkiwało: 
- Snorki I – 13 osób, wszystkie były wyznania rzymskokatolickiego i zadeklarowały polską przynależność narodową. Były tu 3 budynki mieszkalne[2]. W 1931 w 5 domach zamieszkiwało 25 osób[3].
- Snorki II – 73 osoby, 1 była wyznania rzymskokatolickiego a 72 prawosławnego. Jednocześnie wszyscy mieszkańcy zadeklarowali białoruską przynależność narodową. Było tu 11 budynków mieszkalnych[2]. W 1931 w 12 domach zamieszkiwało 76 osób[3].
- zaścianek Snorki – 14 osób, 11 było wyznania rzymskokatolickiego a 3 prawosławnego. Jednocześnie 11 mieszkańców zadeklarowało polską a 3 białoruską przynależność narodową. Był tu 1 budynek mieszkalny[2]. W 1931 w 3 domach zamieszkiwało 11 osób[3].

Wierni należeli do parafii rzymskokatolickiej w Bobrowszczyźnie i prawosławnej w Świle. Miejscowość podlegała pod Sąd Grodzki w Głębokiem i Okręgowy w Wilnie; właściwy urząd pocztowy mieścił się w Podświlu.
W wyniku napaści ZSRR na Polskę we wrześniu 1939 miejscowość znalazła się pod okupacją sowiecką. 2 listopada została włączona do Białoruskiej SRR. Od czerwca 1941 roku pod okupacją niemiecką. W 1944 miejscowość została ponownie zajęta przez wojska sowieckie i włączona do Białoruskiej SRR.
Od 1991 w składzie niepodległej Białorusi.